# Gyűrűs
Gyűrűs is een plaats (község) en gemeente in het Hongaarse comitaat Zala. Gyűrűs telt 102 inwoners (2001).